# Forum économique mondial
Pour les articles homonymes, voir FEM.

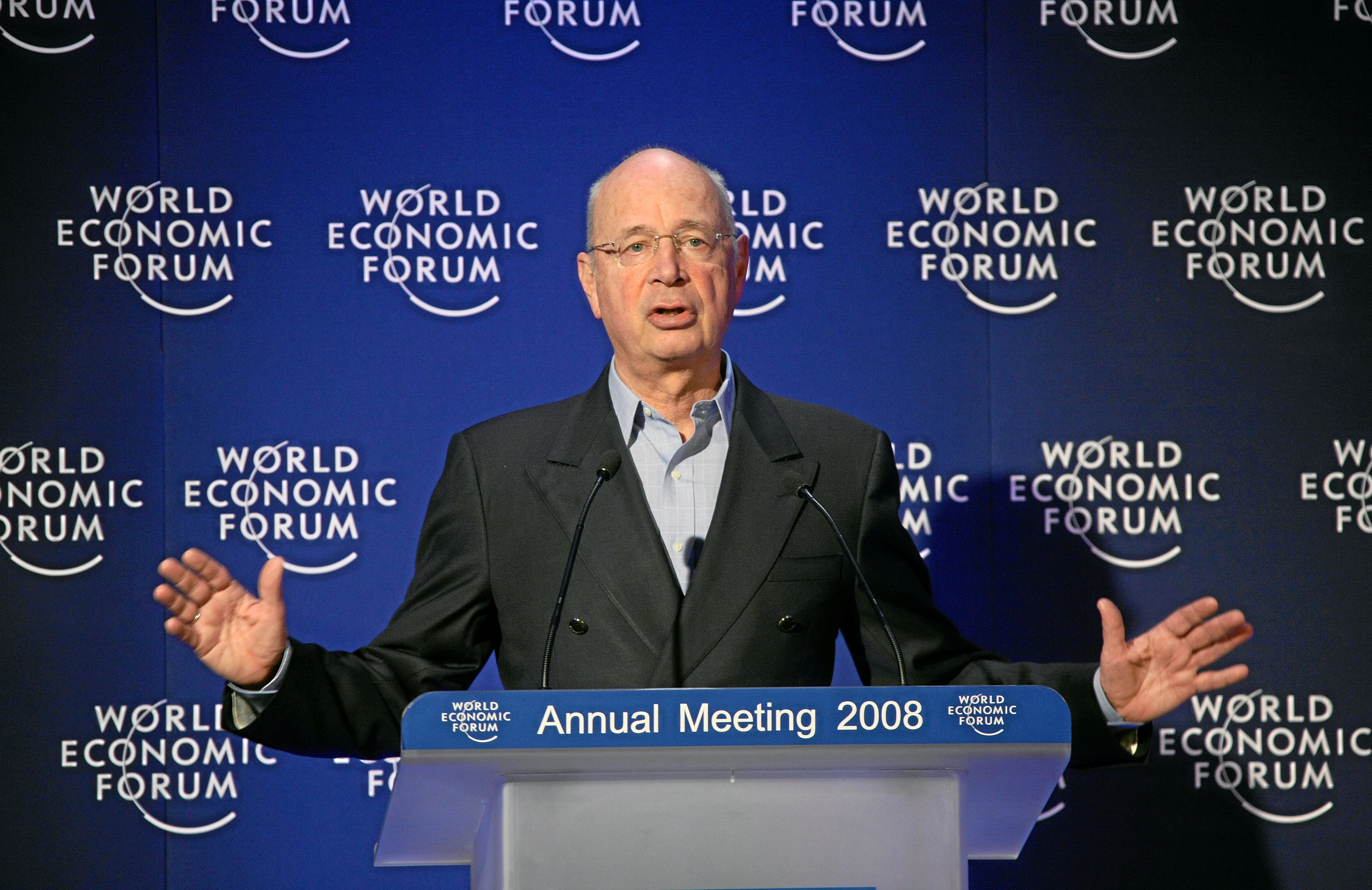
Klaus Schwab, fondateur et président du Forum économique mondial.

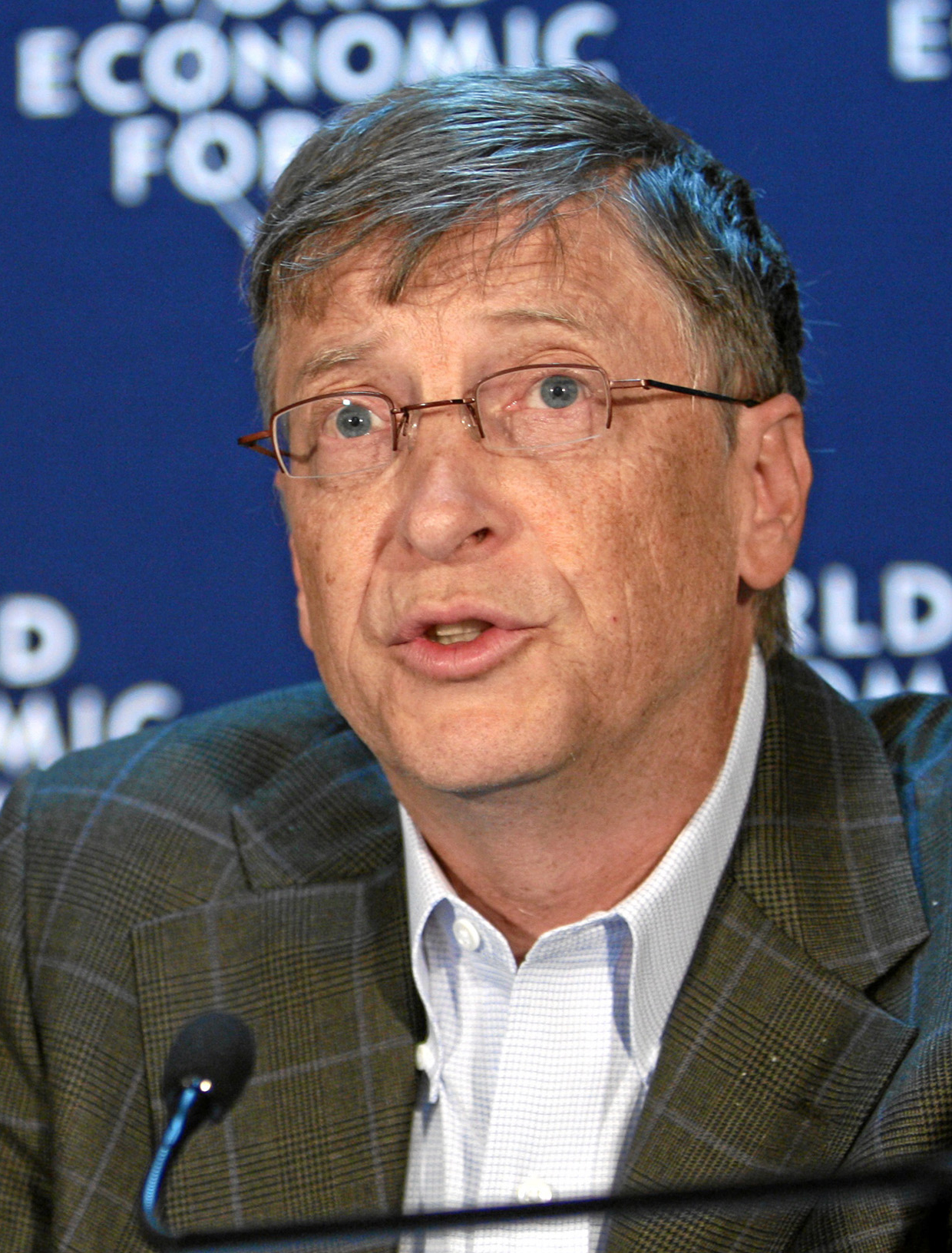
Bill Gates s'exprime lors de la conférence de presse de la Fondation Gates à la réunion annuelle de Davos 2009.

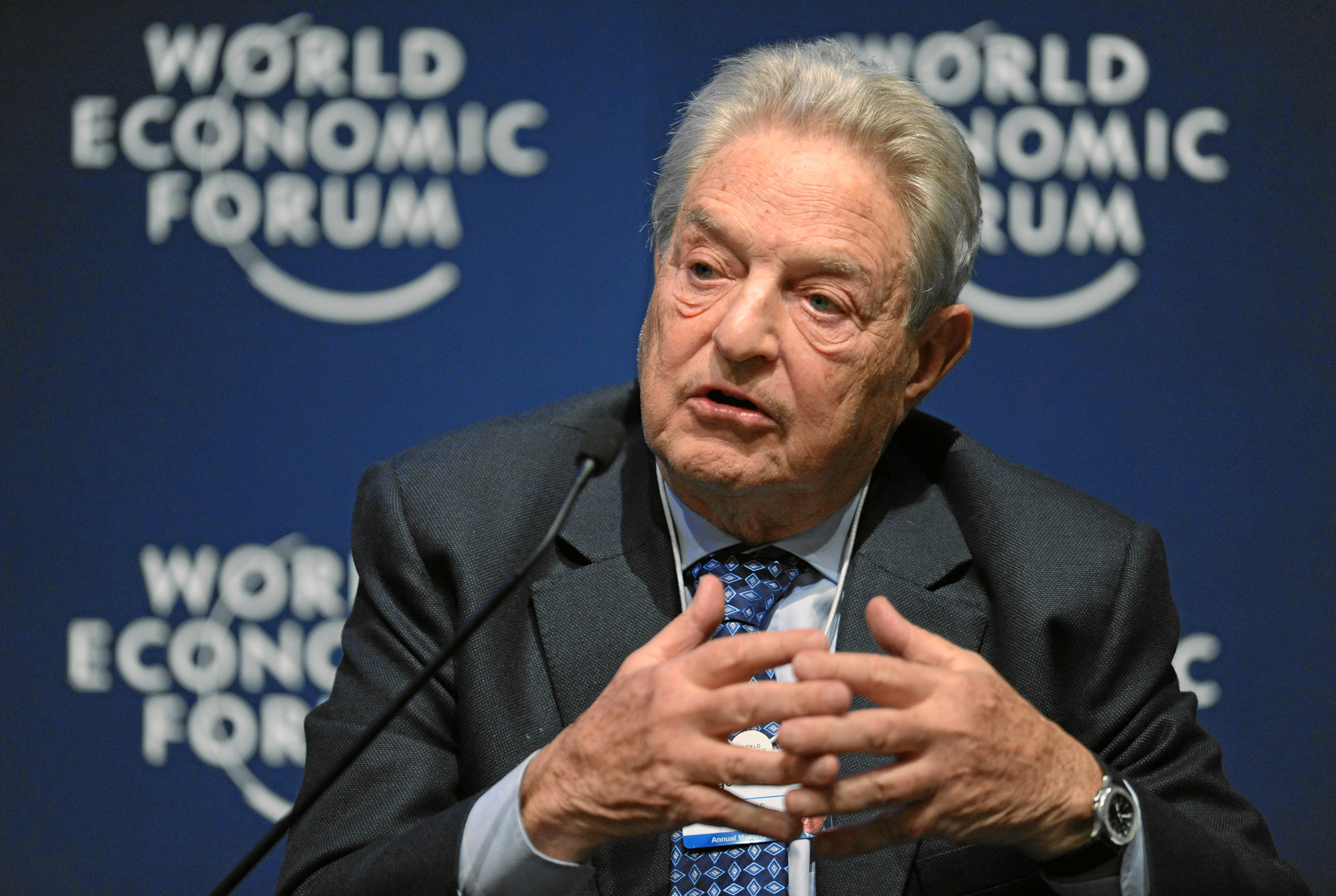
George Soros, président de Soros Fund Management, lors d'une session sur la refonte du système monétaire international à la réunion annuelle de Davos 2011.

Le Forum économique mondial ou FEM (en anglais : World Economic Forum, abrégé WEF), souvent appelé Forum de Davos,, est une fondation à but non lucratif et organisation de lobbyisme créée en 1971 par Klaus Schwab, d'abord sous le nom de « Symposium européen du management » avant de prendre son nom actuel en 1987. Sa présidence est assurée par le Norvégien Børge Brende depuis 2017. Son siège est situé à Cologny, en Suisse, mais devenu trop petit, des bureaux ont aussi ouvert à Genève.
Le forum est célèbre pour sa réunion annuelle de janvier à Davos, en Suisse. Il réunit des patrons de multinationales, des banquiers, des milliardaires, de puissants responsables politiques et des intellectuels influents du monde entier. Lors de l'édition 2020, sur 3 000 participants, près de la moitié arrivent avec des jets privés,.
Le thème officiel est « améliorer l'état du monde » (« improving the state of the world » en anglais) mais Davos est connu en parallèle comme un haut lieu pour le lobbyisme, les affaires et la fête,,,.
Parallèlement aux réunions, le Forum économique mondial publie un certain nombre de rapports et implique ses membres dans différentes initiatives liées à des secteurs spécifiques.

## Histoire

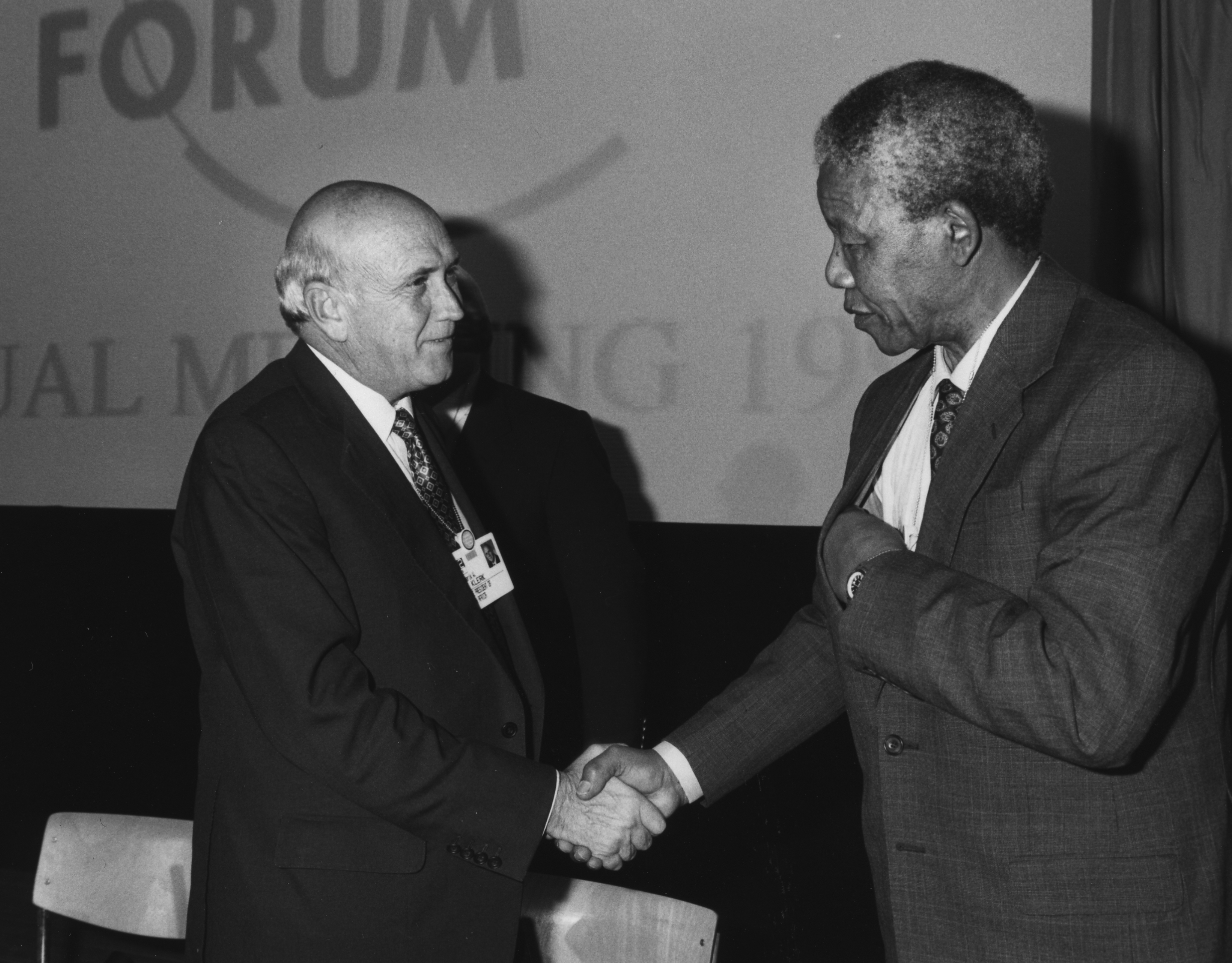
Frederik de Klerk et Nelson Mandela échangent une poignée de main lors du World Economic Forum à Davos en janvier 1992.

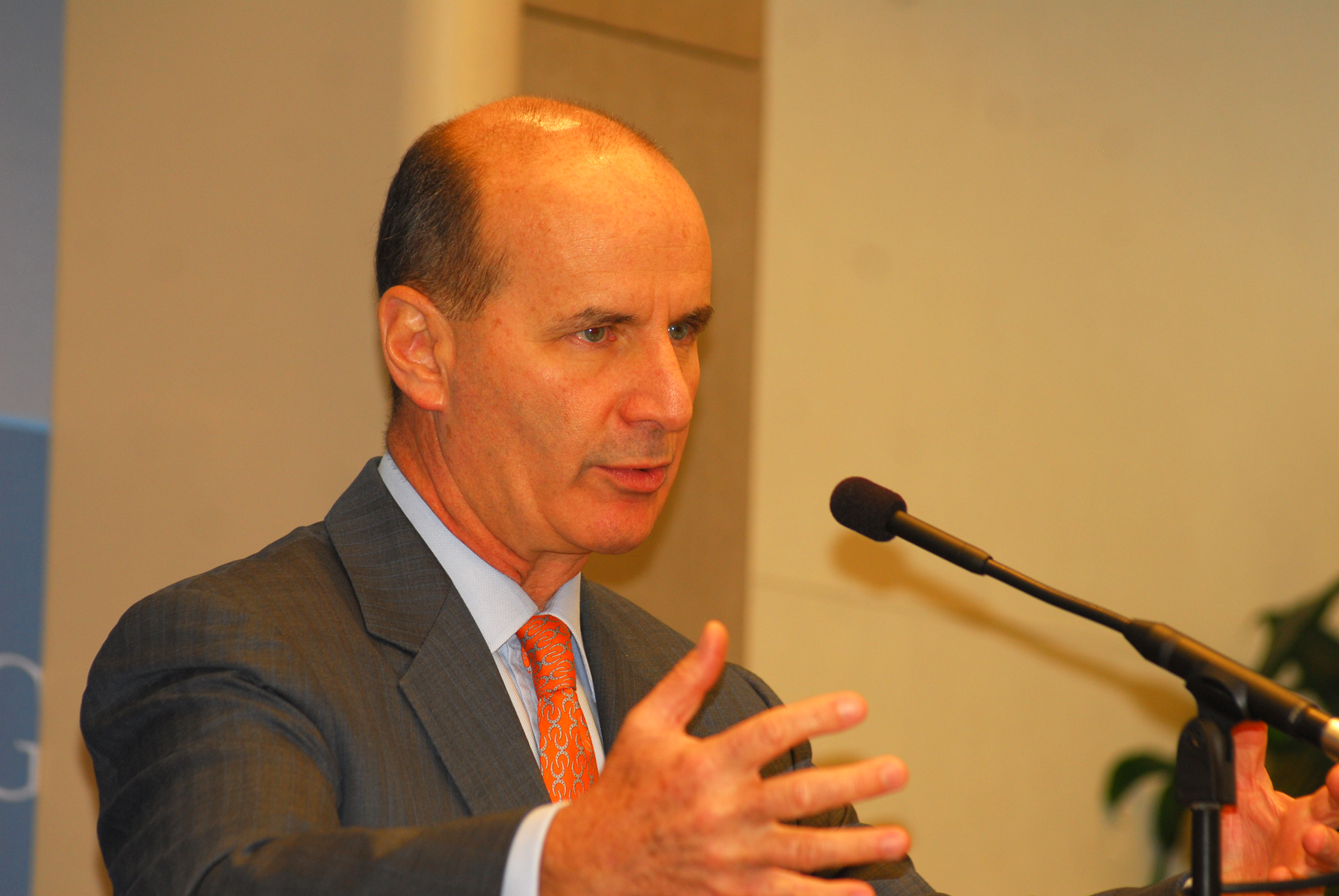
José María Figueres a quitté son poste de directeur général du Forum économique mondial en 2004.

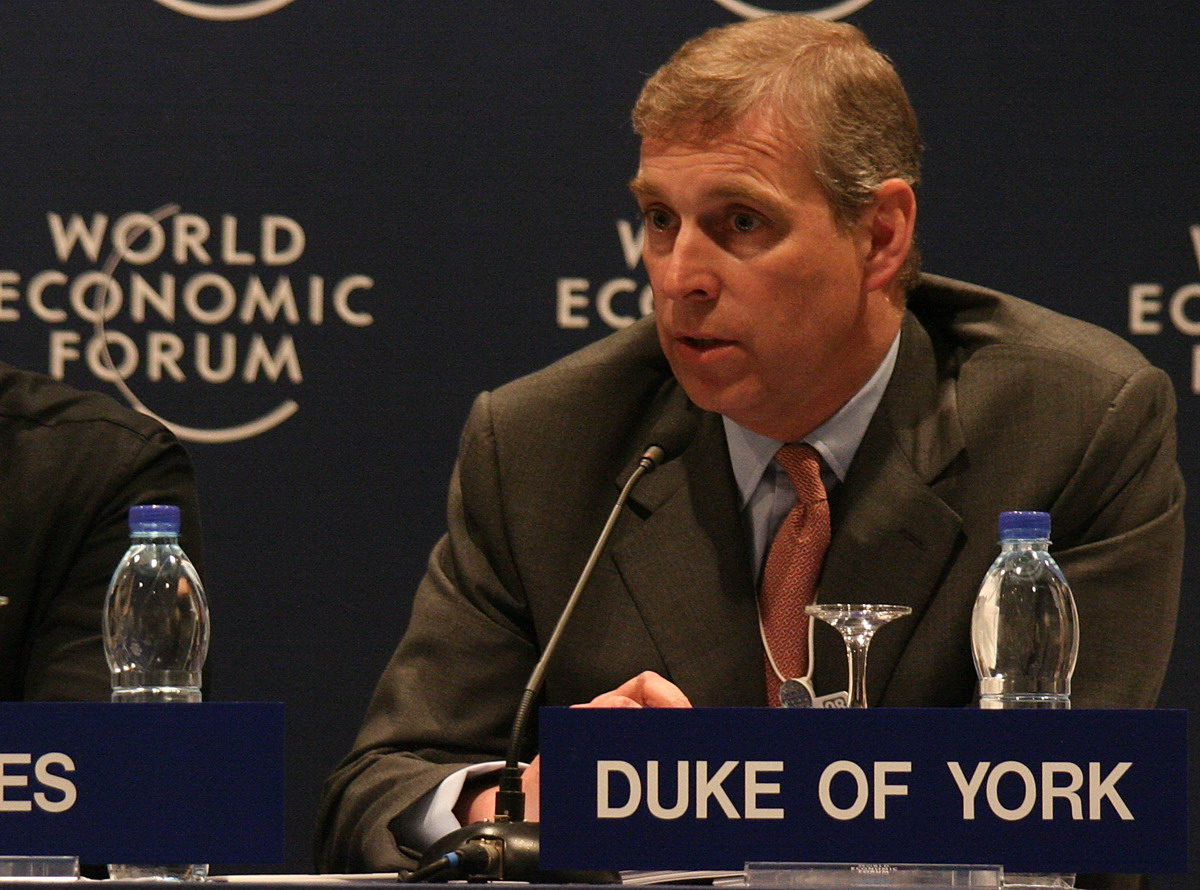
Prince Andrew dans son rôle d'envoyé spécial du Royaume-Uni pour le commerce international et l'investissement au Forum économique mondial sur le Moyen-Orient, 2008.

En 1971, Klaus Schwab, alors professeur d’économie à l’université de Genève, invite 444 dirigeants d’entreprises d’Europe occidentale à participer au premier European Management Symposium organisé dans le nouveau Centre de congrès de Davos. Sous le patronage de la Commission européenne et de différentes associations industrielles du Vieux Continent, Klaus Schwab entend familiariser les entreprises européennes avec les pratiques de management en vigueur aux États-Unis. Il crée ensuite le European Management Forum sous la forme d’une organisation à but non lucratif sise à Genève et invite des dirigeants d’entreprises européennes à Davos, où se tient la réunion annuelle en janvier.
Klaus Schwab développe la « stakeholder management approach », qui lie le succès d’une entreprise au fait que ses dirigeants prennent en considération les intérêts de toutes les parties prenantes, à savoir non seulement les actionnaires et les clients mais également les employés et les communautés au sein desquelles l’entreprise évolue, y compris les gouvernements. Après les événements de 1973, notamment la fin du système des taux de change fixe consacré par les accords de Bretton Woods et la guerre israélo-arabe, la réunion annuelle ne s’intéresse plus uniquement aux questions de management : elle porte désormais aussi son attention sur les problèmes économiques et sociaux. Des responsables politiques sont ainsi invités pour la première fois à Davos en janvier 1974.
L'European Management Forum est rebaptisé World Economic Forum en 1987. Son objectif est d’élargir encore son rayonnement et de proposer une tribune pour résoudre les conflits internationaux. Les responsables politiques considèrent la manifestation de Davos comme une plateforme neutre susceptible de les aider à aplanir leurs différends.
En 1988, la Grèce et la Turquie signent la « Déclaration de Davos », éloignant ainsi le spectre d’une guerre qui semblait imminente. Lors de la réunion annuelle de Davos en 1992, le président sud-africain Frederik de Klerk, Nelson Mandela et le chef zoulou Mangosuthu Buthelezi se rencontrent pour la première fois à l’étranger.
En 1994, le ministre israélien des Affaires étrangères Shimon Peres et le chef de l’OLP Yasser Arafat concluent un projet d’accord sur Gaza et Jéricho.
En 2008, Bill Gates tient un discours sur le « Creative Capitalism », une forme de capitalisme qui vise tant à générer des bénéfices qu’à résoudre les injustices dans le monde et qui exploite les forces du marché pour répondre aux besoins des plus démunis,. En 2009, Davos sera le centre d'un règlement de comptes entre le Premier ministre turc de l’époque, Recep Tayyip Erdoğan, et Shimon Peres. Erdogan rappela à Peres la responsabilité de son pays dans le meurtre d'enfants et décida de ne plus revenir à Davos en raison du temps de parole limité qui lui était donné en comparaison avec le temps de parole des autres dirigeants.

## Organisation

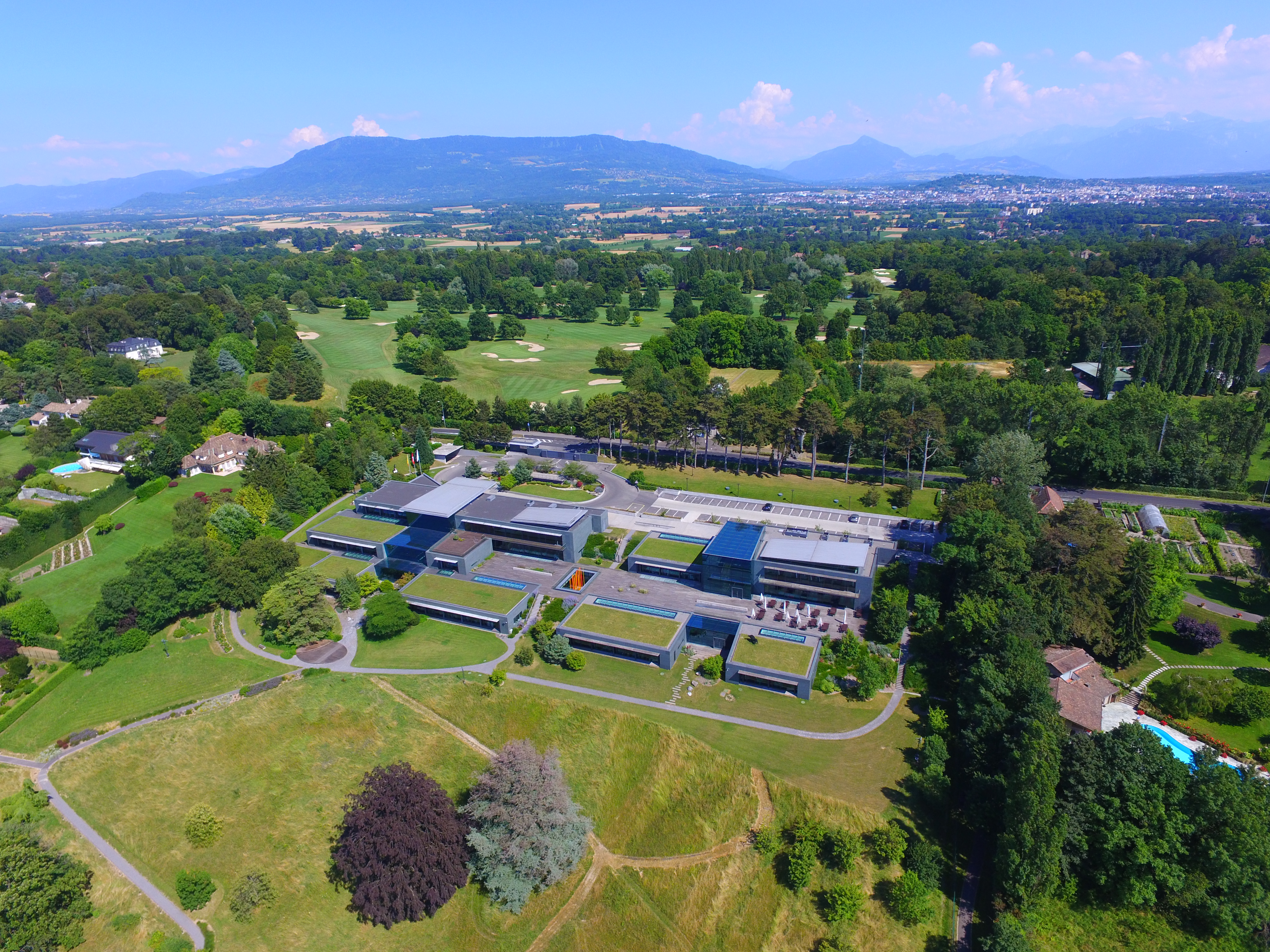
Le siège à Cologny.

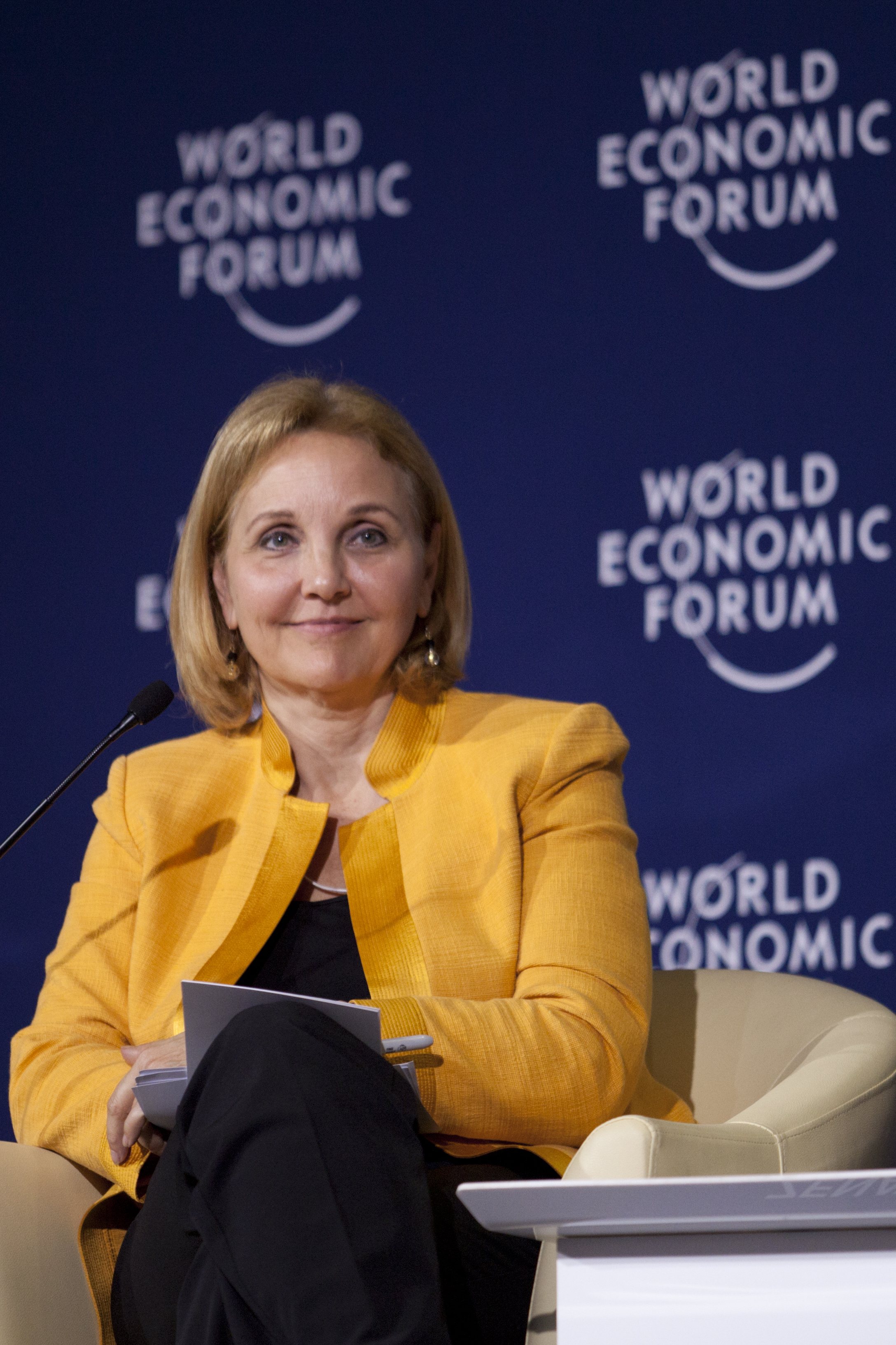
Josette Sheeran, vice-présidente depuis 2012.

Le Forum économique mondial est une fondation à but non lucratif. Il prétend ne défendre aucun intérêt politique, partisan ou national et avoir pour objectif « d’améliorer l’état du monde »,.
Il a son siège à Cologny, dans le canton de Genève, en Suisse. En 2007, il a ouvert des bureaux régionaux à Pékin (Beijing), en Chine, et à New York, aux États-Unis.
Il a le statut d’observateur auprès du Conseil économique et social des Nations unies et est placé sous la supervision du gouvernement suisse.
La plus haute instance du forum est le Conseil de fondation, constitué de 22 membres, parmi lesquels figurent majoritairement des chefs d'entreprise, tels que le PDG de Renault, le publicitaire français Maurice Lévy, le PDG d'Alcatel-Lucent Ben J. Verwaayenet ou le PDG de Goldman Sachs Peter Sutherland, mais aussi quelques personnalités politiques telles que la reine Rania de Jordanie, la présidente de la BCE Christine Lagarde, ou l'ancien Secrétaire général des Nations unies Kofi Annan.

### Financement
Le financement du forum de Davos est assuré par les 1 000 entreprises membres,.
Le profil type du membre est une multinationale réalisant un chiffre d'affaires supérieur à cinq milliards USD, un chiffre qui peut varier selon la branche et la région concernées. Ces entreprises se classent parmi les plus grosses dans leur secteur d’activité et/ou pays et jouent un rôle prédominant dans l’évolution future de leur secteur d’activité et/ou région.
Depuis 2005, les entreprises membres versent des droits d’adhésion annuels de 42 500 CHF (environ 34 000 euros), ainsi que des droits de 18 000 CHF (environ 14 500 euros), un montant qui couvre la participation de leur PDG à la réunion annuelle de Davos.
Les Industry Partners et les Strategic Partners versent respectivement 250 000 CHF (plus de 200 000 euros) et 500 000 CHF (plus de 400 000 euros), ce qui leur permet de jouer un rôle plus important dans les initiatives du forum,.

### Conseil de fondation
Le Conseil de fondation du FEM était présidé jusqu'en 2025 par son fondateur et président exécutif Klaus Schwab, assisté par un conseil d'administration composé de personnalités entrepreneuriales, politiques, économiques, universitaires et de la société civile.
 (juillet 2025).
Au 26 juillet 2021 en faisaient partie plusieurs milliardaires et banquiers centraux : Mukesh Ambani, Marc Benioff, Peter Brabeck-Letmathe, Thomas Buberl, Mark Carney, Laurence D. Fink, Chrystia Freeland, Orit Gadiesh, Kristalina Georgieva, Fabiola Gianotti, Al Gore, German Gref (Herman Gref), José Ángel Gurría, André Hoffmann (homme d'affaires), Paula Ingabire, Christine Lagarde, Jack Ma, Yo-Yo Ma, Peter Maurer, Luis Alberto Moreno, Patrice Motsepe, Rania al-Yassin, L. Rafael Reif, David Rubenstein, Mark Schneider, Klaus Schwab, Julie Sweet, Tharman Shanmugaratnam, Jim Hagemann Snabe, Feike Sijbesma, Heizō Takenaka, Zhu Min.
Le 21 avril 2025, Klaus Schwab annonce sa démission de son poste de président avec effet immédiat. Les raisons de cette décision sont floues. Selon certaines sources, la démission s'inscrit dans un contexte de critique du climat de travail du forum. Selon d'autres sources, Schwab est accusé par des membres du Forum d'avoir détourné des fonds appartenant à la fondation. Il est remplacé par Peter Brabeck-Letmathe, vice-président du conseil d'administration.

## Activités

### Réunion annuelle de Davos

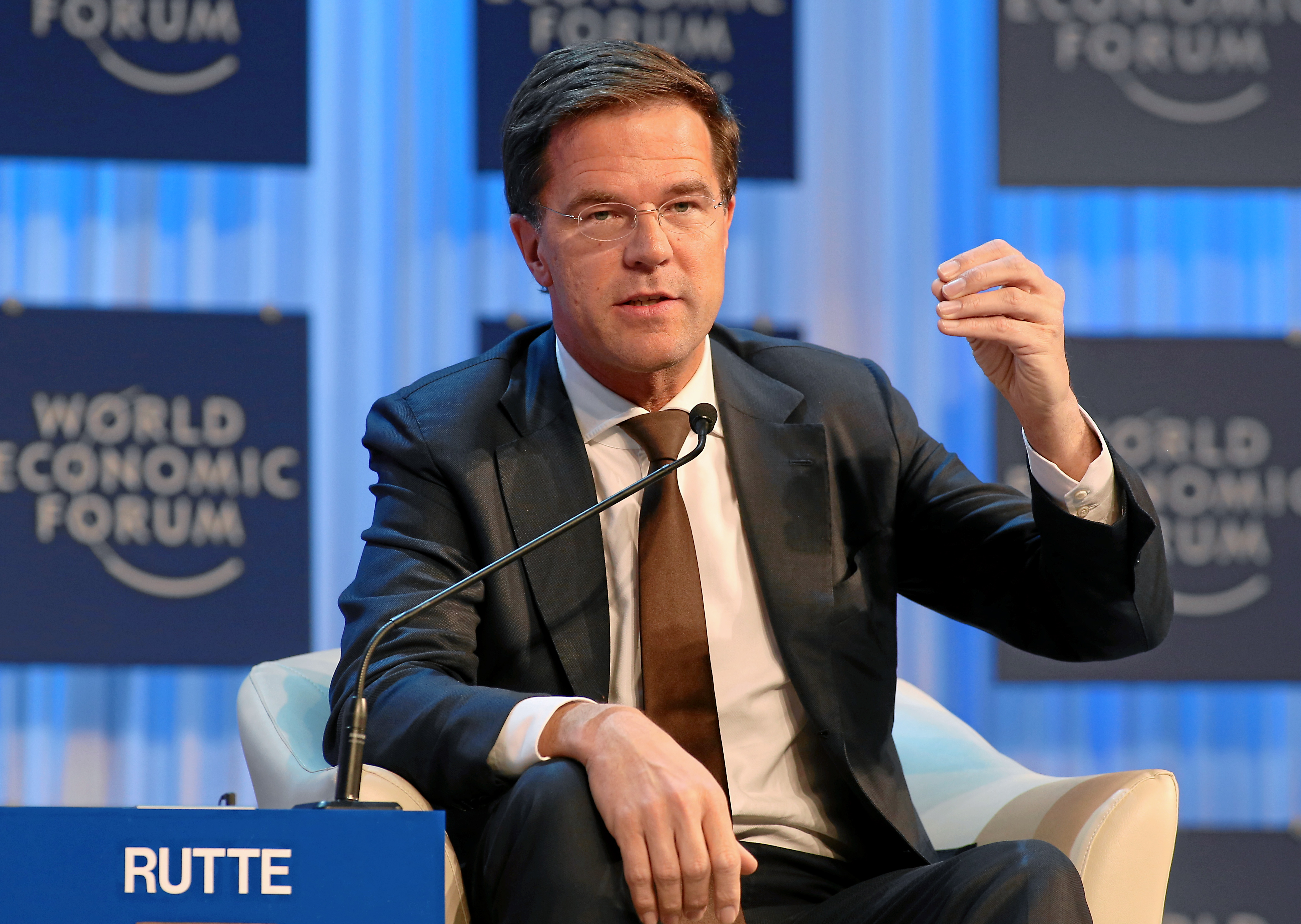
Mark Rutte, Premier ministre des Pays-Bas, 2013.

Événement phare du Forum, la Réunion annuelle a lieu chaque année à la fin janvier à Davos. Cet événement organisé dans la célèbre station de sports d’hiver des Alpes suisses réunit les PDG des 1 000 entreprises membres du Forum ainsi que des responsables politiques, des représentants des milieux universitaires et des ONG, des chefs religieux et des personnalités du monde des médias. La participation à la Réunion Annuelle est uniquement sur invitation. Environ 2 200 personnes participent à cet événement de cinq jours et assistent aux quelque 220 sessions inscrites au programme officiel. Les discussions traitent de questions clés de portée mondiale (telles que les conflits internationaux, la pauvreté et les problèmes environnementaux) et des différentes solutions possibles. Près de 500 journalistes (médias en ligne, presse écrite, radio et télévision) participent à la Réunion Annuelle. Les médias ont accès à toutes les sessions inscrites au programme officiel, dont certaines sont également diffusées en direct sur le Web.
En 2008, des conférences de presse ont été diffusées en direct sur Qik (en) et Mogulus, donnant la possibilité à toutes les personnes intéressées de poser des questions aux intervenants. En 2006 et 2007, des participants sélectionnés ont été interviewés et la session de clôture a été diffusée dans l’auditorium Reuters de Second Life.
Le 30 novembre 2017, le Forum économique mondial, a annoncé qu'une équipe de sept femmes co-présiderait la 48e Réunion Annuelle, à Davos, en Suisse, du 23 au 26 janvier 2018. Les membres de cette équipe sont : Sharan Burrow, secrétaire générale de la Confédération syndicale Internationale (CSI), en Belgique, Fabiola Gianotti, Directrice Générale de l'Organisation européenne pour la recherche nucléaire (CERN), Genève, en Suisse ; Isabelle Kocher, présidente d'ENGIE, en France ; Christine Lagarde, directrice générale du Fonds monétaire international, à Washington ; Ginni Rometty, PDG de IBM, aux États-Unis ; Erna Solberg, Première ministre de la Norvège ; et Chetna Sinha, fondatrice d'un organisme financier pratiquant la microfinance en Inde et aidant les femmes ayant un projet économique à le concrétiser,.

#### Participants

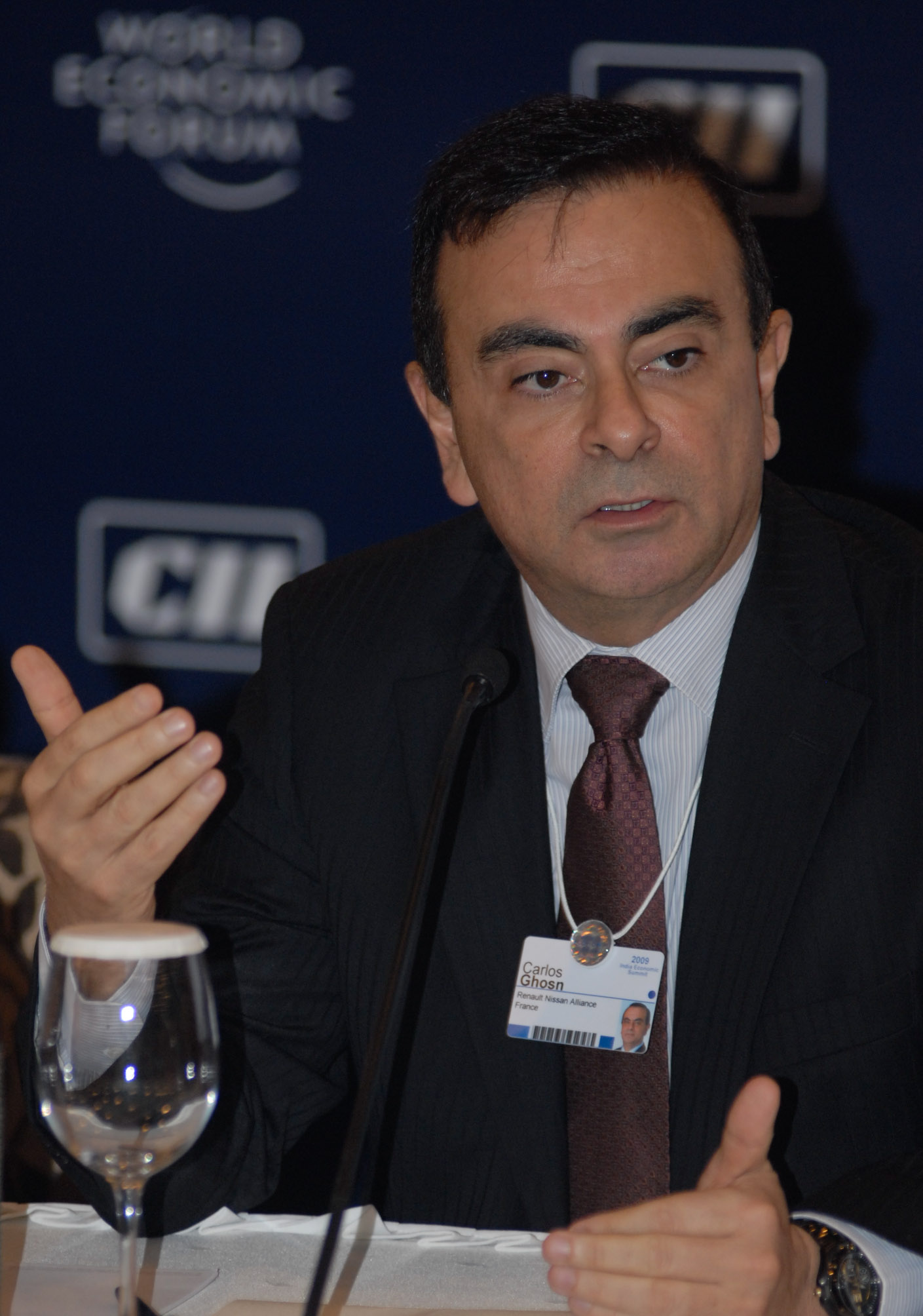
Carlos Ghosn, ancien PDG de Renault et de Nissan, ancien PDG de l'Alliance Renault-Nissan et ancien Président du conseil d'administration d'AvtoVAZ.

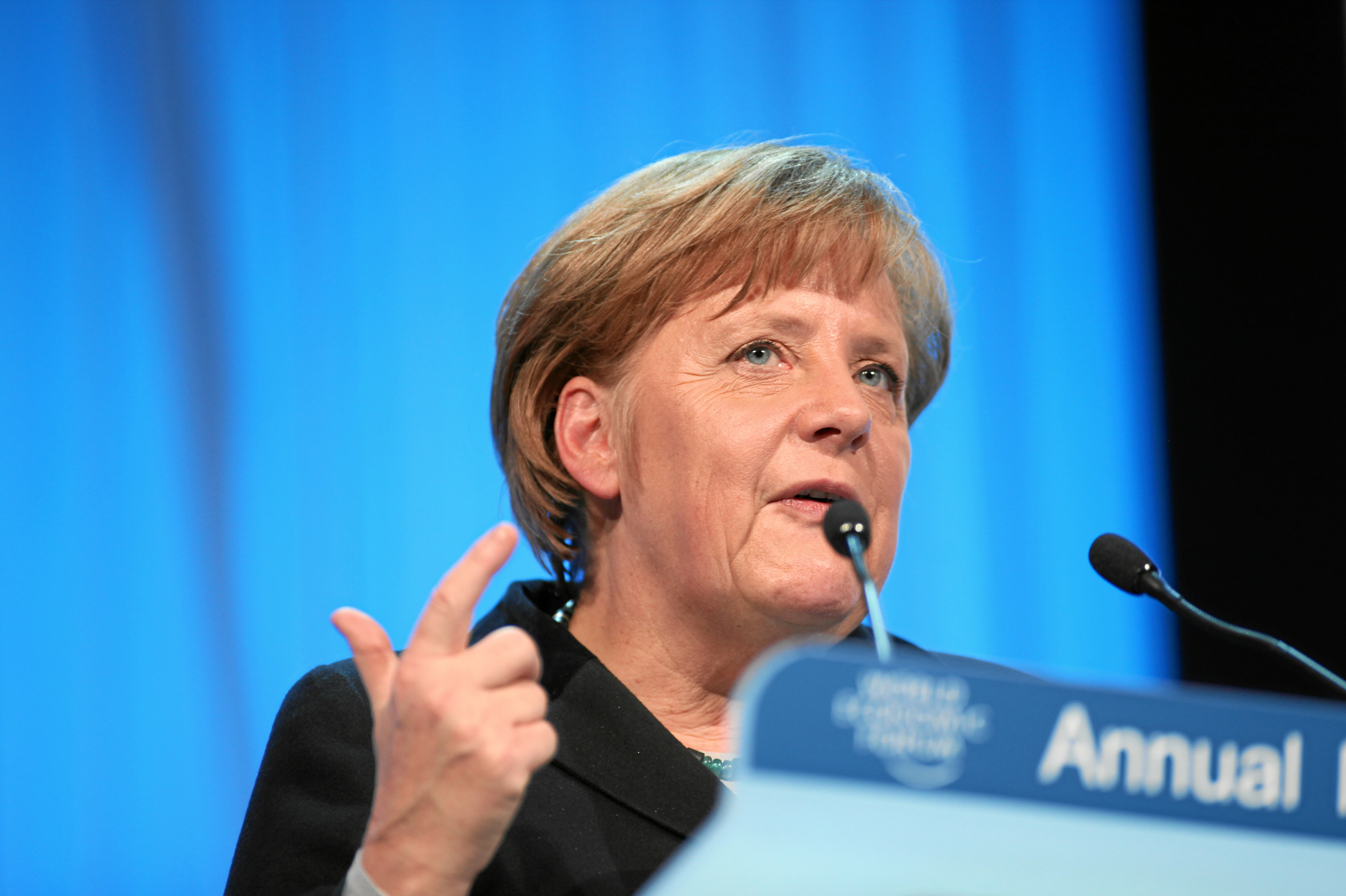
La chancelière fédérale allemande Angela Merkel, 2012.

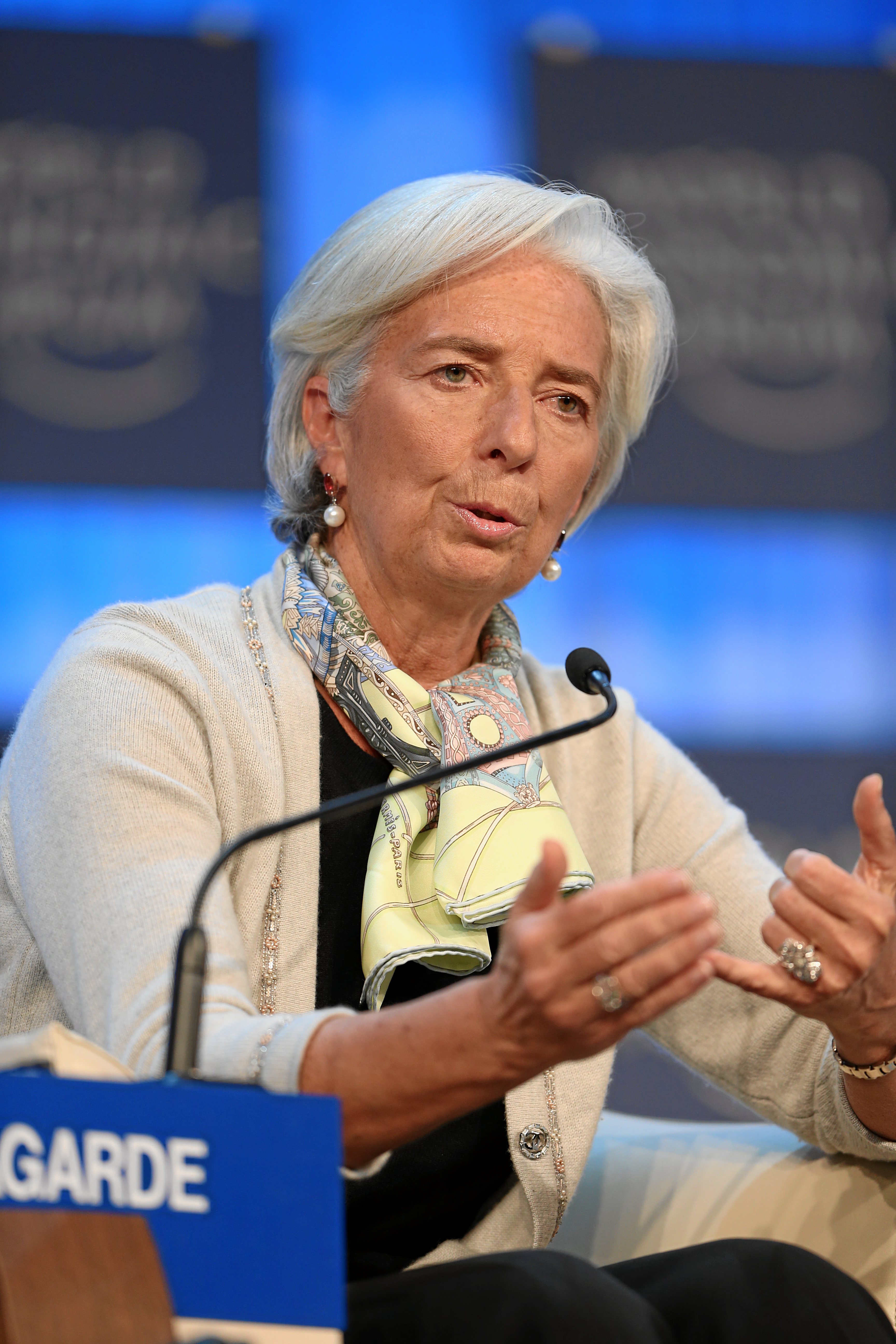
Christine Lagarde, directrice générale du FMI, 2013.

En 2008, quelque 250 personnalités (chefs d’État ou de gouvernement, ministres, ambassadeurs, responsables ou hauts fonctionnaires d’organisations internationales) ont participé à la réunion annuelle. Étaient présents notamment Abdoulaye Wade, Nicolas Sarkozy, Abdullah Ahmad Badawi, Alvaro Uribe Velez, Anders Fogh Rasmussen, Ban Ki-moon, Condoleezza Rice, Felipe Calderon, Ferenc Gyurcsany, François Fillon, Gloria Macapagal Arroyo, Gordon Brown, Hamid Karzai, Ilham Aliyev, Jan Peter Balkenende, Lee Hsien Loong, Pervez Musharraf, Rania de Jordanie, Recep Tayyip Erdoğan, Salam Fayyad, Sali Berisha, Shimon Peres, Umaru Yar'Adua, Valdas Adamkus, Massoud Barzani, Yasuo Fukuda, Viktor Iouchtchenko et Zeng Peiyan,.
Al Gore, Bill Clinton, Bill Gates, Bono, Paulo Coelho et Tony Blair sont également des fidèles de Davos. Les éditions précédentes ont été marquées par la présence d’Angela Merkel, Dmitry Medvedev, Henry Kissinger, Nelson Mandela, Raymond Barre et Yasser Arafat.
Samuel Huntington décrit les participants à la réunion annuelle comme appartenant à l’espèce de « l’homme de Davos », une élite mondialisée dont les membres se projettent dans une dimension purement globale,.

#### Liste des réunions annuelles
Les dernières réunions du Forum :
- Du 26 au 31 janvier 1995, à Davos, 25e Forum économique mondial
- Du 1er au 6 février 1996, à Davos, 26e Forum économique mondial
- Du 30 janvier 1997 au 4 février 1997, à Davos, 27e Forum économique mondial
- Du 29 janvier 1998 au 3 février 1998, à Davos, 28e Forum économique mondial
- Du 28 janvier 1999 au 2 février 1999, à Davos, 29e Forum économique mondial
- Du 26 janvier 2000 au 2 février 2000, à Davos, 30e Forum économique mondial
- Du 25 au 30 janvier 2001, à Davos, 31e Forum économique mondial
- Du 31 janvier au 4 février 2002, à New York, 32e Forum économique mondial
- Du 23 au 28 janvier 2003, à Davos, 33e Forum économique mondial, réunissant 2 311 participants de 104 pays. Le 26, intervention de Luis Inacio da Silva, nouveau président du Brésil.
- Du 21 au 25 janvier 2004, à Davos, 34e Forum économique mondial
- Du 26 au 30 janvier 2005, à Davos, 35e Forum économique mondial
- Du 25 au 29 janvier 2006, à Davos, 36e Forum économique mondial
- Du 24 au 28 janvier 2007, à Davos, 37e Forum économique mondial
- Du 23 au 27 janvier 2008, à Davos, 38e Forum économique mondial
- Du 28 janvier 2009 au 1er février 2009 à Davos, 39e Forum économique mondial
- Du 27 au 31 janvier 2010, à Davos, 40e Forum économique mondial
- Du 26 au 30 janvier 2011, à Davos, 41e Forum économique mondial
- Du 25 au 29 janvier 2012, à Davos, 42e Forum économique mondial
- Du 23 au 27 janvier 2013, à Davos, 43e Forum économique mondial
- Du 22 au 25 janvier 2014, à Davos, 44e Forum économique mondial
- Du 21 au 24 janvier 2015, à Davos, 45e Forum économique mondial
- Du 20 au 23 janvier 2016, à Davos, 46e Forum économique mondial
- Du 17 au 20 janvier 2017, à Davos, 47e Forum économique mondial
- Du 23 au 26 janvier 2018, à Davos, 48e Forum économique mondial
- Du 22 au 25 janvier 2019, à Davos, 49e Forum économique mondial
- Du 21 au 24 janvier 2020, à Davos, 50e Forum économique mondial
- En 2021, pour cause de pandémie du covid19, l'évènement de janvier à Davos laisse place à une réunion numérique des leaders mondiaux, orientée thématiquement sur la lutte contre la pandémie[42].
- Du 22 au 26 mai 2022, à Davos, 52e Forum économique mondial
- Du 16 au 20 janvier 2023, à Davos, 53e Forum économique mondial
- Du 15 au 19 janvier 2024, à Davos, 54e Forum économique mondial
- Du 20 au 24 janvier 2025, à Davos, 55e Forum économique mondial

### Réunion Annuelle des Nouveaux Champions
En 2007, le Forum a introduit la « Réunion Annuelle des Nouveaux Champions » qui se tient tous les ans en Chine. Cet événement a été créé à l’intention des Global Growth Companies. Il s’agit d’un groupe de « champions économiques » provenant essentiellement de différents pays émergents caractérisés par une croissance rapide tels que la Chine et l’Inde mais également d’un certain nombre de « locomotives » issues des pays développés. La Réunion s’adresse en outre à la prochaine génération de dirigeants mondiaux, aux régions à croissance rapide, aux villes compétitives et aux Technology Pioneers du monde entier,.

### Réunions régionales
Chaque année, des réunions régionales sont organisées, favorisant l’établissement de contacts étroits entre les dirigeants d’entreprise, les chefs de gouvernement locaux et les ONG. Les réunions ont lieu en Afrique, en Asie du Sud-Est, en Amérique latine et au Proche-Orient. Les pays où se tiennent les réunions varient d’une année à l’autre, à l’exception de la Chine et de l’Inde qui ont régulièrement joué le rôle de pays hôtes au cours de la dernière décennie.
Liste de réunions régionales :
- Forum économique mondial pour l'Amérique latine
- Forum économique mondial pour l'Afrique
- Forum économique mondial pour le Moyen-Orient
- Forum économique mondial pour l'Europe centrale et orientale
- Forum économique mondial pour l'Asie du Sud-Est

### Young Global Leaders
En 2005, le Forum a fondé la communauté des Young Global Leaders, qui succède aux Global Leader of Tomorrow. Cette communauté regroupe plus de 750 dirigeants du monde entier âgés de moins de 40 ans, issus de disciplines et de secteurs très variés. Ses membres s’investissent dans la 2030 Initiative, c'est-à-dire l’établissement d’un plan d’action permettant de définir ce que sera le monde en 2030. Parmi ses membres figurent Shai Agassi, Anousheh Ansari, Maria Consuelo Araujo, Sergey Brin, Tyler Brûlé, Patrick Chappatte, Olafur Eliasson, Rahul Gandhi, Haakon de Norvège, Silvana Koch-Mehrin, Tariq Krim, Emmanuel Macron, Irshad Manji, Princesse Mathilde de Belgique, Aditya Mittal, Gavin Newsom, Larry Page, Andrea Sanke, Anoushka Shankar, Peter Thiel, Karim Meïssa Wade, Jimmy Wales, Merieme Chadid, Gabriel Naouri, Eduardo Madina et Niklas Zennström. Entre 100 et 200 nouvelles personnalités sont désignées chaque année, ce qui portera le nombre des membres de la communauté à 789,,,.

### Global Shapers
En 2011, le Forum a mis en place le Global Shapers Community, une communauté de jeunes dirigeants de 20 à 30 ans dotés d’un grand potentiel pour jouer un rôle dans l'avenir de la société et qui travaillent à améliorer la situation des populations autour d’eux.

### Entrepreneurs sociaux
Depuis 2000, le Forum a défendu des modèles développés par les principaux entrepreneurs sociaux au monde, en étroite collaboration avec la Fondation Schwab pour l'entrepreneuriat social. Cette fondation considère l’entrepreneuriat social comme un élément clé pour faire progresser la société et résoudre les problèmes d’ordre social,. Des entrepreneurs sociaux sélectionnés sont invités à participer à des réunions régionales ainsi qu’à la Réunion annuelle du forum où ils ont l’occasion de rencontrer de hauts représentants du monde économique et politique. Lors de la réunion annuelle de 2003, Jeroo Billimoria a ainsi rencontré Roberto Blois, Vice-Secrétaire général de l’Union internationale des télécommunications, une entrevue qui a débouché sur un partenariat clé pour son organisation Child Helpline International.

### Études économiques
Le Forum sert aussi de laboratoire d’idées et publie différents rapports économiques annuels (date de la première publication entre parenthèses) :
- Le Global Competitiveness Report (1979) mesure la compétitivité des pays et des économies.
- Le Global Information Technology Report (2001) évalue leur compétitivité en fonction de leur propension à utiliser les technologies de l’information (networked readiness).
- Le Global Gender Gap Report (2005) analyse les écarts entre les hommes et les femmes.
- Le Global Risk Report (2006) soupèse les principaux risques globaux.
- Le Travel and Tourism Competitiveness Report (2007) apprécie la compétitivité en termes de voyage et de tourisme.
- Le Global Enabling Trade Report (2008) présente une analyse internationale portant sur un large éventail de mesures utiles aux échanges commerciaux entre les pays.

### Initiatives
- Santé (2002) : La Global Health Initiatives (en) (GHI) a été lancée par Kofi Annan lors de la Réunion annuelle de 2002. Cette initiative a pour mission d’inciter les entreprises à conclure des partenariats publics-privés afin de lutter contre le VIH/sida, la tuberculose, le paludisme et de renforcer les systèmes de santé.
- Éducation (2003) : Lancée lors de la Réunion annuelle de 2003, la Global Education Initiative[57] (GEI) a mis en présence des multinationales spécialisées dans les technologies de l’information et les gouvernements de la Jordanie, de l’Égypte et de l’Inde. La rencontre a débouché sur la mise à disposition de matériel informatique neuf dans les écoles et un nombre plus élevé d’enseignants locaux formés aux méthodes de formation en ligne (e-learning). L’impact sur la vie des enfants est important. Le modèle GEI, qui est évolutif et s’inscrit dans la durée, sert désormais de projet éducatif dans d’autres pays tels que le Rwanda.
- Lutte contre la corruption (2004) : Pour lutter contre la corruption, des PDG des secteurs de l’ingénierie et de la construction, de l’énergie et des métaux et de l’exploitation minière ont lancé la Partnering Against Corruption Initiative[58] (PACI) lors de la Réunion annuelle de Davos en janvier 2004. La PACI est une plateforme d’échanges fondée sur des expériences pratiques et des situations conflictuelles. Quelque 140 entreprises ont signé cette initiative[59].
- Climat et eau (2005) : L’Environmental Initiative porte sur les changements climatiques et l’eau. Dans le cadre du « Gleneagles Dialogue on Climate Change », le gouvernement du Royaume-Uni a demandé au World Economic Forum, lors du 31e sommet du G8 à Gleneagles en 2005, de favoriser le dialogue avec le milieu des affaires afin de formuler des recommandations visant à réduire les émissions de gaz à effet de serre. Approuvées par un groupe international de CEO, ces recommandations ont été présentées aux dirigeants avant le sommet du G8 à Toyako/Hokkaidō qui s’est tenu en juillet 2008[60],[61]. La Water Initiative réunit différents acteurs tels que Alcan Inc., l’agence suisse Direction du développement et de la coopération, USAID India, UNDP India, la Confederation of Indian Industry (en) (CII), le gouvernement du Rajasthan et la NEPAD Business Foundation. Son objectif est de promouvoir les partenariats publics-privés sur la gestion de l’eau en Afrique du Sud et en Inde.
- Climat (2020) : « un défi sans ambages: éviter une apocalypse climatique. » Dans le cadre du Manifeste de Davos 2020 et du thème de la 50e réunion annuelle du Forum économique mondial: « les parties prenantes pour un monde cohérent et durable », peu avant le sommet, les dirigeants ont invité par une lettre ouverte les invités (parmi les plus grandes entreprises du monde) à tous se fixer un objectif d'émissions nettes nulles de carbone pour 2050. Une note d'accompagnement à la lettre propose des options pour cela, dont : déclarer publiquement ses émissions de gaz à effet de serre et divulguer ses risques et impacts financiers liés au climat, tout en envisageant un calendrier des étapes à franchir d’ici 2030. En effet, malgré les efforts faits et les engagements pris, les émissions de GES ont encore augmenté de 1,5% par an (alors qu’il faut baisser de 3 à 6 % par an d'ici 2030 pour l’objectif 1,5-2 °C . Les signataires du courrier sont Brian Moynihan (en) PDG de la Bank of America, président du World Economic Forum International Business Council 2019-2020, Feike Sijbesma, PDG de Royal DSM, membre du conseil d'administration du Forum économique mondial; Président du World Economic Forum Climate and Sustainability Initiatives et Klaus Schwab, fondateur et président exécutif, Forum économique mondial[62].
- La grande réinitialisation ou en anglais The Great Reset est une proposition du Forum de planification économique pour reconstruire l'économie de manière durable après la pandémie de COVID-19. Il a été dévoilé en mai 2020 par le prince Charles du Royaume-Uni et le directeur du Forum Klaus Schwab[63],[64].

## Critiques
De simple réunion informelle de chefs d'entreprises européennes, le forum de Davos s’est peu à peu transformé en club planétaire de riches et puissants, accusés de défendre un modèle économique qui les avantage. Il a acquis sur la scène économique mondiale un poids et un pouvoir impressionnants, ce qui fait dire à ses détracteurs qu’il est l’incarnation d’un impérialisme économique. La puissance du forum économique mondial est telle que, malgré son caractère non démocratique (il n’est pas une instance élue), l’ONU a mis en place depuis 1998 un partenariat avec lui, permettant une implication croissante des entreprises dans le règlement des affaires économiques mondiales. Réseau de dirigeants organisés pour conforter la mondialisation, le forum entend donc aussi faire jouer un rôle de plus en plus important aux dirigeants d’entreprises au détriment du rôle de régulation des États. Il œuvre à affirmer la légitimité d’une nouvelle « gouvernance globale » des affaires économiques mondiales, où les entreprises, par la prise en compte d’impératifs éthiques, par une implication citoyenne, seraient aptes à remplacer le rôle jugé défaillant et obsolète des États.
Le Forum économique mondial, comme le G7, peuvent être considérés comme des institutions impérialistes puisque, alors qu’elles constituent des instances non élues, et qu’elles représentent non pas les intérêts de la population mondiale mais seulement des très grandes entreprises, des banques et des États les plus riches, elles s’arrogent le droit de prendre des décisions majeures sur les orientations économiques du monde.
À la fin des années 1990, le Forum, le G7, la Banque mondiale, l’Organisation mondiale du commerce et le Fonds monétaire international sont sévèrement critiqués par des activistes antimondialistes qui accusent le capitalisme et la mondialisation d’accroître la pauvreté et de détruire l’environnement. Près de 1500 manifestants perturbent le World Economic Forum à Melbourne, en Australie, barrant le passage à 200 délégués qui se rendent à la réunion. À Davos, des manifestants protestent régulièrement contre la réunion des « nantis dans la neige » (fat cats in the snow), selon les termes du chanteur de rock Bono.
En janvier 2000, un millier de personnes manifestent dans les rues de Davos, faisant voler en éclats la vitrine du McDonald's. Depuis que des mesures de sécurité plus sévères empêchent les manifestants de se rendre dans la station grisonne, la plupart des manifestations anti-Davos ont lieu à Zurich, Berne ou Bâle. Les médias suisses ont critiqué à maintes reprises les coûts des mesures de sécurité, supportés conjointement par le Forum, les autorités cantonales et la Confédération.
Depuis la réunion annuelle en janvier 2003, un Open Forum Davos est organisé parallèlement à la réunion principale afin d’ouvrir au public le débat sur la mondialisation. Réunissant personnalités politiques et dirigeants d’entreprise, l’Open Forum se tient chaque année dans l’enceinte de l’école locale. Le public peut assister gratuitement à tous les débats,.
La réunion annuelle a en outre été décriée pour son « déploiement de fastes et de platitudes »[réf. souhaitée]. Ses détracteurs lui reprochent de s’éloigner des grandes questions économiques et de fournir des résultats peu probants, en particulier depuis la présence toujours plus importante d’ONG peu compétentes en matière d’économie. Selon eux[Qui ?], Davos se penche sur des questions politiques du moment, très prisées des médias (réchauffement climatique, sida en Afrique, etc.), au lieu de débattre de l’économie mondiale en présence d’experts renommés, de grands dirigeants économiques et d’acteurs politiques clés.

### Coût public de la sécurité

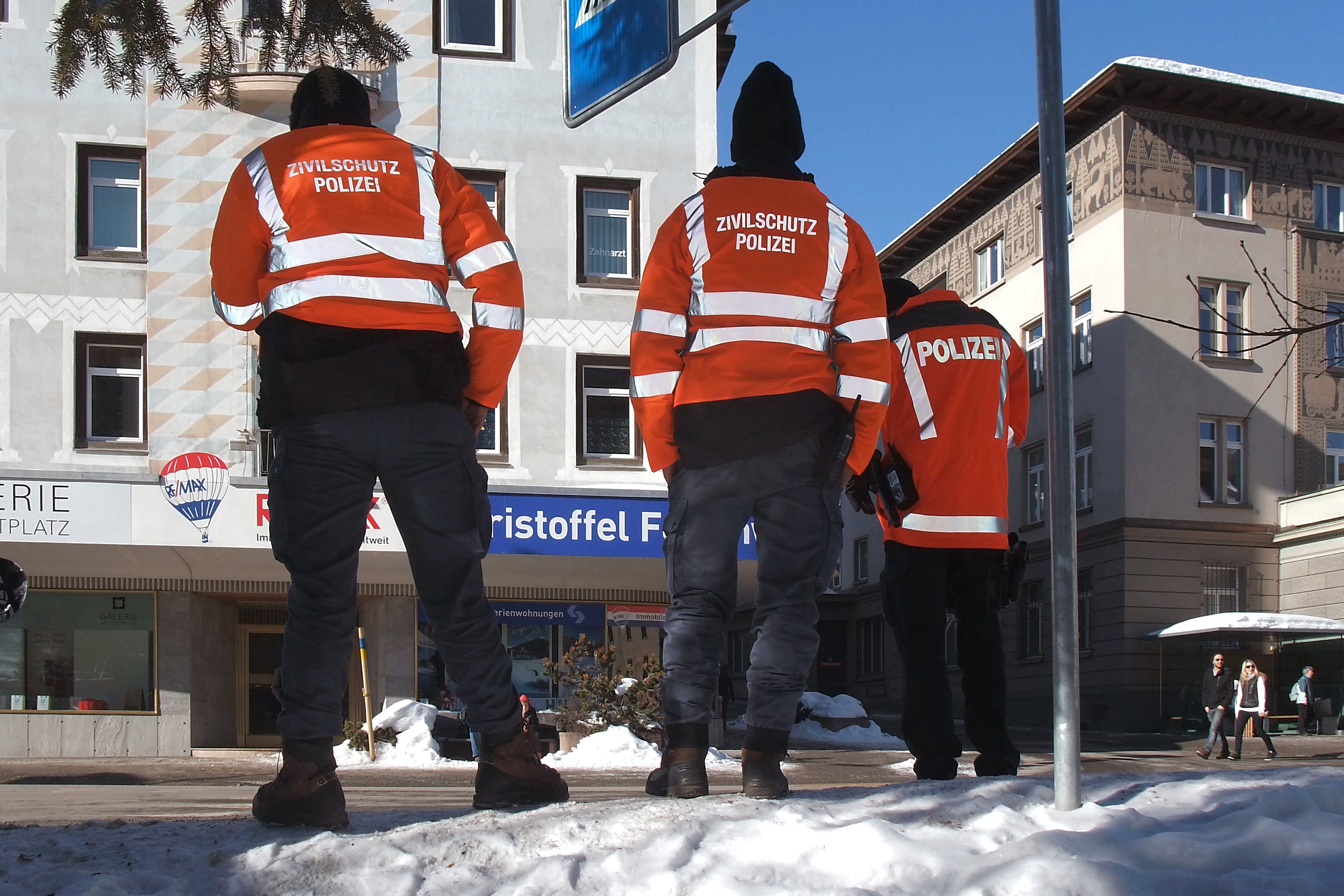
La police de la protection civile des Grisons lors de la réunion annuelle 2013 à Davos.

Les critiques soutiennent que le WEF, bien qu'il dispose de réserves de plusieurs centaines de millions de francs suisses et qu'il verse à ses dirigeants des salaires d'environ 1 million de francs suisses par an, ne paierait aucun impôt fédéral et allouerait en outre une partie de ses coûts au public. À la suite des critiques des politiciens et de la société civile suisse, le gouvernement fédéral suisse a décidé en février 2021 de réduire ses contributions annuelles au WEF.
En 2018, les dépenses policières et militaires portées par le gouvernement fédéral s'élevaient à 39 millions de francs suisses. Le Aargauer Zeitung a fait valoir en janvier 2020 que le coût supplémentaire supporté par le canton des Grisons s'élève à 9 millions de francs suisses par an.

### Parité des participants
Les femmes ont été largement sous-représentées au WEF, selon certaines critiques. Le taux de participation des femmes au WEF est passé de 9 % à 15% entre 2001 et 2005. En 2016, 18 % des participants au WEF étaient des femmes ; ce chiffre est passé à 21 % en 2017, et à 24 % en 2020,
Plusieurs femmes ont depuis partagé leurs impressions personnelles sur les réunions de Davos dans des articles de presse, soulignant que les questions étaient plus profondes qu'« un quota à Davos pour les femmes dirigeantes ou une session sur la diversité et l'inclusion »,, Le Forum économique mondial a dans ce contexte déposé des plaintes juridiques contre au moins trois articles d'investigation des reporters Katie Gibbons et Billy Kenber qui ont été publiés par le journal britannique The Times en mars 2020,,,

### Manque de transparence financière
Bien que la fondation soit à but non lucratif, Jacques Attali estime en 2016 dans un entretien au quotidien La Liberté que « Davos est une opération commerciale très efficace où il faut payer très cher pour participer. »
En 2017, l'ancien journaliste du Frankfurter Allgemeine Zeitung Jürgen Dunsch critique le fait que les rapports financiers du WEF ne sont pas très transparents puisque ni les revenus ni les dépenses ne sont ventilés. En outre, il souligne que le capital de la fondation n'est pas quantifié alors que les bénéfices, apparemment non négligeables, seraient réinvestis.
Le journal allemand Süddeutsche Zeitung critique le fait que le WEF se soit transformé en une « machine à imprimer de l'argent », gérée comme une entreprise familiale, et qui est un moyen confortable de gagner sa vie pour son personnel.

### Salaire du président
En 2017, Schwab déclarait percevoir un salaire de 990 000 francs suisses par an,.

### Empreinte environnementale des réunions annuelles
Les critiques soulignent que la réunion annuelle du Forum économique mondial est contre-productive lorsqu'il s'agit de lutter contre les problèmes urgents de l'humanité tels que la crise climatique. Même en 2020, les participants se sont rendus à la réunion annuelle du WEF à Davos à bord d'environ 1 300 jets privés alors que le poids total des émissions dues au transport et à l'hébergement était énorme selon eux,,. Autre contradiction, les participants peuvent se déplacer au sein du forum en hélicoptère.

### Initiatives de blanchiment institutionnel
Dans un article de décembre 2020 de The Intercept, l'auteur Naomi Klein décrit que les initiatives du WEF telles que le « Great Reset » étaient simplement un « rebranding sur le thème du coronavirus » de choses que le WEF faisait déjà et que c'était une tentative des riches pour se faire bien voir. Elle conclut que la Grande Réinitialisation n'était que la dernière édition de cette tradition dorée, se distinguant à peine des précédentes Grandes Idées de Davos.
De même, dans sa critique de COVID-19 : The Great Reset, l'éthicien Steven Umbrello formule des critiques parallèles de l'agenda. Il affirme que le WEF « blanchit un avenir apparemment optimiste après la Grande Réinitialisation avec des mots à la mode tels que l'équité et la durabilité » alors qu'il compromet fonctionnellement ces objectifs.
Une étude publiée dans le Journal of Consumer Research (en) a examiné l'impact sociologique du FME. Elle a conclu que le WEF ne résout pas les problèmes tels que la pauvreté, le réchauffement climatique, les maladies chroniques ou la dette. Ils ont simplement déplacé le fardeau de la solution de ces problèmes des gouvernements et des entreprises vers des « sujets de consommation responsables : le consommateur vert, le consommateur soucieux de sa santé et le consommateur instruit sur le plan financier ».

### Non-accréditation de médias critiques
En 2019, le journal suisse WOZ a reçu un refus de sa demande d'accréditation pour la réunion annuelle avec les rédacteurs et a ensuite accusé le Forum économique mondial de favoriser certains médias. Le journal a souligné que le WEF a déclaré dans son message de refus qu'il [le Forum] préfère les médias avec lesquels il travaille tout au long de l'année. Le directeur adjoint de WOZ, Yves Wegelin, a qualifié cette idée de journalisme d'étrange car dans « le journalisme, on ne doit pas nécessairement travailler avec les grandes entreprises, mais plutôt les critiquer ».
Michael Burkard, secrétaire général de l'association professionnelle des journalistes suisses « Impressum », a critiqué la décision du WEF comme étant « très inquiétante ». Il voit le risque que d'autres entreprises opérant dans des zones exposées copient cette stratégie et refusent aux journalistes critiques l'accès à leurs assemblées générales ou à d'autres événements d'information, si le WEF s'en tire avec cette stratégie.[réf. nécessaire]

### Controverse avec la municipalité de Davos
En juin 2021, le fondateur du WEF, Klaus Schwab, a vivement critiqué le “profit”, la “complaisance” et le “manque d'engagement” de la municipalité de Davos par rapport à la réunion annuelle. Il a mentionné que la préparation de la réunion liée au Covid à Singapour en 2021/2022 avait créé une alternative à son hôte suisse et voit les chances que la réunion annuelle reste à Davos entre 40 et 70 pour cent,.

## Rapports et publications
Le Forum économique mondial publie chaque année plusieurs dizaines de rapports sur des sujets divers : innovation, économie, finance, développement durable, nouvelles technologies, etc.

### Global Competitiveness Report
Le rapport le plus lu et commenté est le rapport sur la compétitivité mondiale.
Le rapport de 2018 donnait le classement suivant :
| Rang | Pays                                        | Continent |
| ---- | ------------------------------------------- | --------- |
| 1    | Suisse                                      | Europe    |
| 2    | États-Unis d'Amérique                       | Amérique  |
| 3    | Singapour                                   | Asie      |
| 4    | Pays-Bas                                    | Europe    |
| 5    | Allemagne                                   | Europe    |
| 6    | Région administrative spéciale de Hong Kong | Asie      |
| 7    | Suède                                       | Europe    |
| 8    | Royaume-Uni                                 | Europe    |
| 9    | Japon                                       | Asie      |
| 10   | Finlande                                    | Europe    |
| 11   | Norvège                                     | Europe    |
| 12   | Danemark                                    | Europe    |
| 13   | Nouvelle-Zélande                            | Océanie   |
| 14   | Canada                                      | Amérique  |
| 15   | Taïwan                                      | Asie      |
| 16   | Israël                                      | Asie      |
| 17   | Émirats arabes unis                         | Asie      |
| 18   | Autriche                                    | Europe    |
| 19   | Luxembourg                                  | Europe    |
| 20   | Belgique                                    | Europe    |
| 21   | Australie                                   | Océanie   |
| 22   | France                                      | Europe    |
| 23   | Malaisie                                    | Asie      |
| 24   | Irlande                                     | Europe    |
| 25   | Qatar                                       | Asie      |

### Infographie
- Fabrice Nodé-Langlois, « À Davos, Trump l’optimiste fustige les « prophètes de l’apocalypse » », Le Figaro, 21 janvier 2020 (consulté le 21 janvier 2020)
- Marie Dancer, « À Davos, un Forum économique mondial sur fond d’inquiétude climatique », La Croix, 21 janvier 2020 (consulté le 21 janvier 2020)
- Jean-Marc Vittori, « L'étrange haine française de Davos et de BlackRock », Les Échos, 21 janvier 2020 (consulté le 21 janvier 2020)